# Chorwacja na Mistrzostwach Europy w Lekkoatletyce 2014
Chorwacja na Mistrzostwach Europy w Lekkoatletyce 2014 – reprezentacja Chorwacji podczas Mistrzostw Europy w Zurychu liczyła 21 zawodników.

## Występy reprezentantów Chorwacji

### Mężczyźni

#### Konkurencje biegowe
| Konkurencja        | Zawodnik                                                                 | Eliminacje | Eliminacje | Półfinał | Półfinał | Finał    | Finał |
| Konkurencja        | Zawodnik                                                                 | Rezultat   | Poz.       | Rezultat | Poz.     | Rezultat | Poz.  |
| ------------------ | ------------------------------------------------------------------------ | ---------- | ---------- | -------- | -------- | -------- | ----- |
| Bieg na 400 m      | Mateo Ružić                                                              | 47.06      | 36.        | NQ       | NQ       | NQ       | NQ    |
| Bieg na 400 m      | Željko Vincek                                                            | 48.32      | 38.        | NQ       | NQ       | NQ       | NQ    |
| Bieg na 400 m ppł  | Yann Eloi Senjarić                                                       | 52.14      | 33.        | NQ       | NQ       | NQ       | NQ    |
| Sztafeta 4 × 400 m | Mateo Ružić Željko Vincek Yann Eloi Senjarić Mateo Kovačić Staša Vrhovec | 3:12.73    | 16.        | —        | —        | NQ       | NQ    |

#### Konkurencje techniczne
| Zawodnik       | Konkurencja         | Eliminacje | Eliminacje | Finał    | Finał   |
| Zawodnik       | Konkurencja         | Rezultat   | Pozycja    | Rezultat | Pozycja |
| -------------- | ------------------- | ---------- | ---------- | -------- | ------- |
| Skok w dal     | Dino Pervan         | 7.53       | 24.        | NQ       | NQ      |
| Pchnięcie kulą | Marin Premeru       | 19.55      | 16.        | NQ       | NQ      |
| Pchnięcie kulą | Stipe Žunić         | 19.94 q    | 11.        | 20.68 PB | 4.      |
| Rzut dyskiem   | Varga Roland Robert | 59.94      | 18.        | NQ       | NQ      |

### Kobiety

#### Konkurencje biegowe
| Konkurencja        | Zawodniczka                                                              | Eliminacje | Eliminacje | Półfinał | Półfinał | Finał    | Finał |
| Konkurencja        | Zawodniczka                                                              | Rezultat   | Poz.       | Rezultat | Poz.     | Rezultat | Poz.  |
| ------------------ | ------------------------------------------------------------------------ | ---------- | ---------- | -------- | -------- | -------- | ----- |
| Maraton            | Lisa Christina Nemec                                                     | —          | —          | —        | —        | 2:28:36  | 4.    |
| Bieg na 100 m ppł  | Ivana Lončarek                                                           | 13.25      | 23.        | NQ       | NQ       | NQ       | NQ    |
| Sztafeta 4 × 400 m | Anita Banović Marina Banović Kristina Dudek Marija Hižman Dora Filipović | 3:42.96    | 15.        | —        | —        | NQ       | NQ    |

#### Konkurencje techniczne
| Konkurencja    | Zawodniczka       | Eliminacje | Eliminacje | Finał    | Finał   |
| Konkurencja    | Zawodniczka       | Rezultat   | Pozycja    | Rezultat | Pozycja |
| -------------- | ----------------- | ---------- | ---------- | -------- | ------- |
| Skok wzwyż     | Blanka Vlašić     | DNS        | DNS        | DNS      | DNS     |
| Skok wzwyż     | Ana Šimić         | 1.89 q     | 9.         | 1.99 PB  |         |
| Pchnięcie kulą | Valentina Mužarić | 16.27      | 13.        | NQ       | NQ      |
| Rzut dyskiem   | Sandra Perković   | 63.93 Q    | 1.         | 71.08 NR |         |
| Rzut oszczepem | Sara Kolak        | 52.51      | 21.        | NQ       | NQ      |